# Михаел Май
Михаел Май (на немски: Michael May) е бивш пилот от Формула 1. Роден на 18 август 1934 година в Щутгарт, Германия.

## Формула 1
Михаел Май прави своя дебют във Формула 1 в Голямата награда на Монако през 1961 година. В световния шампионат записва 3 състезания като не успява да спечели точки. Състезава се с частен Лотус.